# Ralph Winchester
Ralph Winchester (Ralph Wiggum) è un personaggio secondario della serie televisiva statunitense I Simpson, creata da Matt Groening. In lingua originale è doppiato da Nancy Cartwright, mentre in italiano fu doppiato da Laura Latini fino alla nona stagione poi da Maura Cenciarelli.

## Caratterizzazione del personaggio

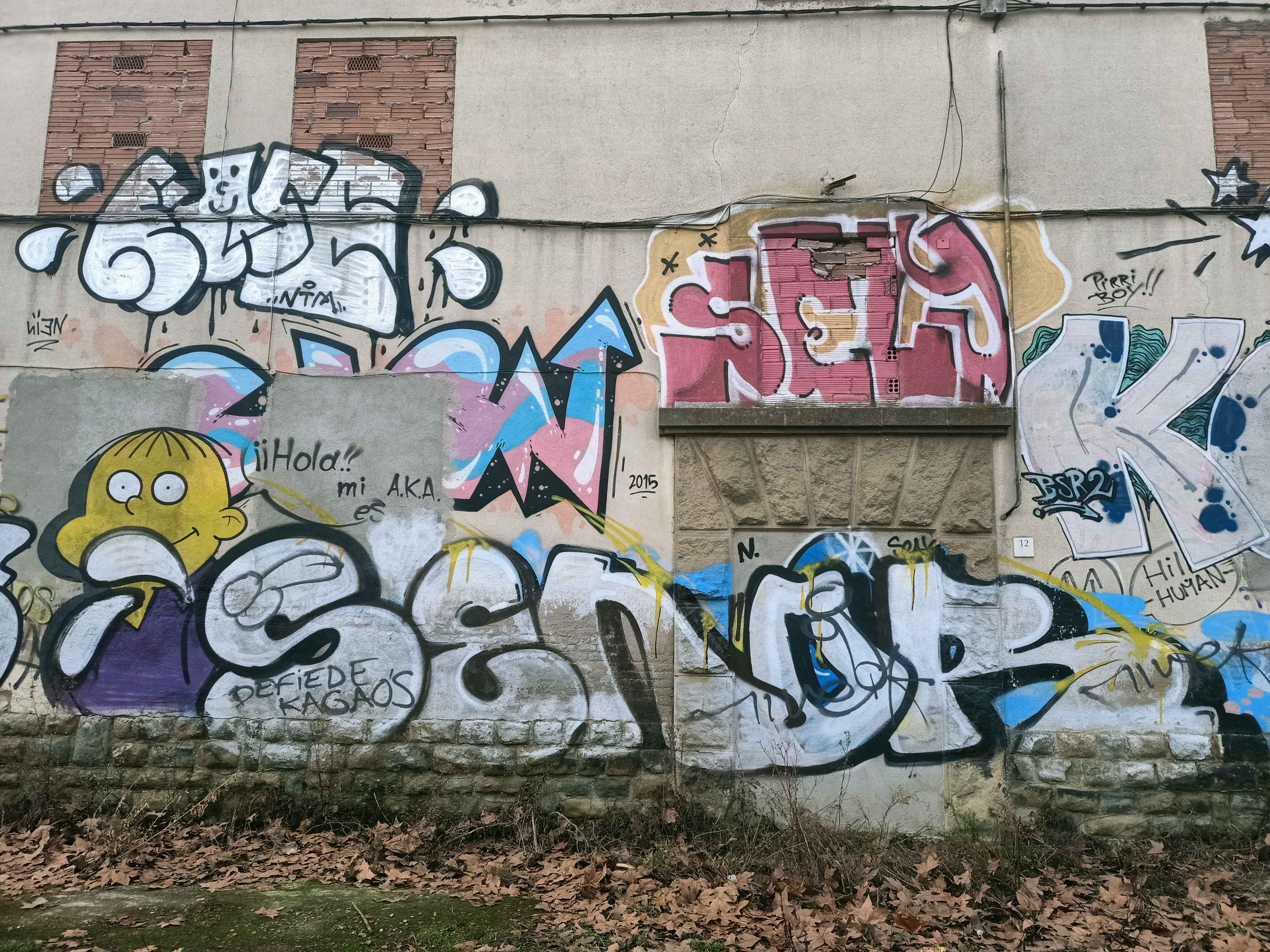
Ralph in un graffito a Vic in Spagna.

Completamente ingenuo e con una capacità intellettiva molto inferiore rispetto alla sua età, Ralph è il figlio del capo della Polizia, il commissario Winchester, e frequenta la seconda elementare nella scuola di Springfield, la stessa classe di Lisa Simpson, verso la quale ha provato più di una volta una fanciullesca ed innocente attrazione. In particolare nell'episodio Io amo Lisa (quarta stagione) Lisa gli regala un biglietto per San Valentino divenuto famoso, con un treno che dice "Io ciuff ciuff ti acciuffo!" (nell'originale inglese "I Choo-Choo-Choose You") illudendolo di essere innamorata di lui.
Il suo scarsissimo quoziente intellettivo viene spiegato in un flashback (nell'episodio Mamme che vorrei dimenticare della ventiduesima stagione), nel quale Ralph è ancora un neonato e, tenuto in braccio dal padre, sta tenendo il biberon. Ad un certo punto Ralph cade e sbatte la testa, il padre lo riprende in braccio e gli ridà il biberon, e Ralph non è più capace di riportarselo alla bocca. Non perde mai occasione di combinare pasticci in classe, come mangiarsi colla ed infilarsi matite e dita nel naso. Viene protetto dal padre che lo vizia spesso e lo chiama "Ralphuccio".
Nell'episodio della diciannovesima stagione Tra molti, Winchester!, Ralph viene candidato alla Casa Bianca, sostenuto persino da Bill Clinton. Inoltre, appare nel film dei Simpson nei titoli di testa durante il logo della 20th Century Fox, spuntando dallo zero e canticchiando il tema musicale di sottofondo della Fox Broadcasting Company.

## Influenza culturale
La band Bloodhound Gang ha dedicato a Ralph Winchester il pezzo Ralph Wiggum (nome originale del personaggio) del loro album Hefty Fine. Il testo della canzone è composto da citazioni del personaggio.